# 1951 en science
| Années de la science : 1948 - 1949 - 1950 - 1951 - 1952 - 1953 - 1954    |
| Décennies de la science : 1920 - 1930 - 1940 - 1950 - 1960 - 1970 - 1980 |

Cet article présente les faits marquants de l'année 1951 en science.

## Évènements
- 1er avril : le spéléologue français Norbert Casteret et sa fille Maud découvrent la partie profonde de la grotte de Bara-Bahau en Dordogne qui renferme des gravures pariétales[1].

### Sciences formelles
- Février : le Ferranti Mark 1, premier ordinateur électronique généraliste commercialisé, est livré à l'université de Manchester[2].
- 5 mai  : le constructeur britannique Ferranti présente l'ordinateur Nimrod au Science Museum de Londres lors du Festival of Britain, conçu exclusivement pour jouer au jeu de Nim[3].

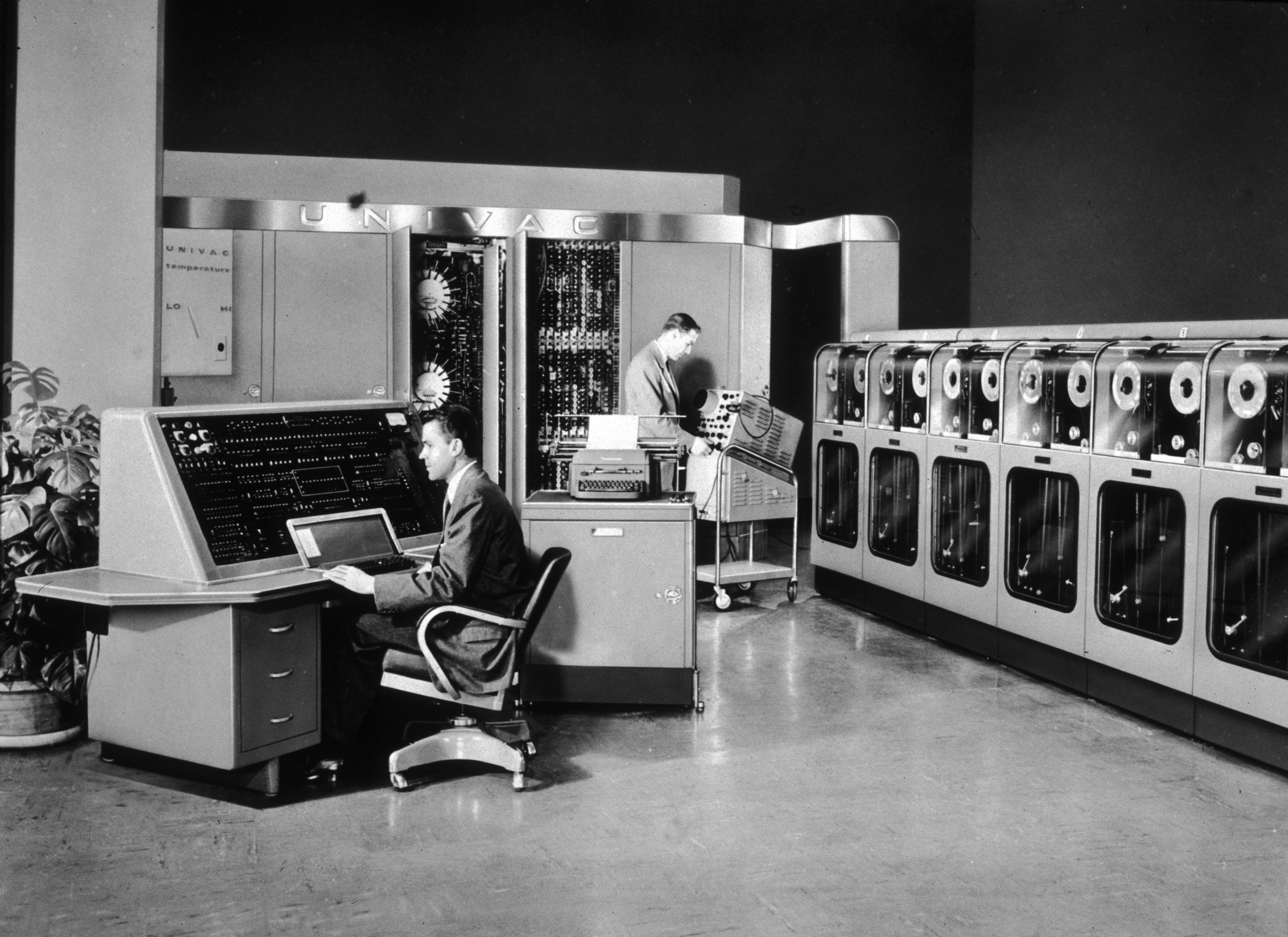
L'UNIVAC I en 1951.

- 14 juin : mise en service à  l'United States Census Bureau du premier ordinateur commercial, l'UNIVAC I (UNIVersal Automatic Computer I), créé par J. Presper Eckert et John Mauchly[4]. L'UNIVAC sert aux calculs du recensement fédéral. La production des résultats prend 3 ans au lieu de 11 pour celui de 1941.
- 1er juillet : le statisticien britannique Edward Simpson décrit le paradoxe de Simpson dans un article publié dans le Journal of the Royal Statistical Society[5].
- 9-12 juillet : lors de la Manchester University Computer Inaugural Conference  tenue à l'Université de Manchester, l'informaticien britannique Maurice Wilkes présente son article intitulé  The Best Way to Design an Automatic Calculating Machine[6] qui décrit le concept de microprogrammation[7].

- 23-25 août, Optimisation / analyse numérique : Cornelius Lanczos et Magnus Hestenes présentent la méthode du gradient conjugué, dérivée de la méthode des espaces de Krylov, lors d'un symposium tenu à Los Angeles[8].
- 29 novembre : LEO I ( Lyons Electronic Office ) devient le premier ordinateur utilisé pour des applications commerciales[9].
- 25 décembre : le MESM (en) (МЭСМ en russe, Small Electronic Calculating Machine), premier ordinateur soviétique, construit sous la direction de Sergeï Alexeïevitch Lebedev à l’institut d’Électrotechnologie de Kiev est opérationnel[10]. Il est composé de 6 000 tubes à vide, consomme 25 kW et réalise 3 000 opérations par seconde.

- L'informaticienne américaine Grace Hopper développe pour Remington Rand le premier compilateur, l'A-0 System, implanté en 1952 sur l'UNIVAC I[11].

### Sciences physiques
- 1er février : premier essai nucléaire au Nevada Test Site retransmis à la télévision par KTLA[12].
- 11 mai : l'astrophysicien américain  Lyman Spitzer présente le concept du stellarator au Princeton Plasma Physics Laboratory[13].
- Mai : mise en service à Chicago du plus grand synchrocyclotron du monde[14].

- 7 août : lancement à White Sands au Nouveau-Mexique de la septième fusée américaine Viking dans l’espace. Elle atteint le record de 219 km d’altitude[15].

- 28 septembre : découverte d’Ananké, le douzième satellite de Jupiter, par Seth Barnes Nicholson à l’observatoire du mont Wilson[16].
- 22 octobre-20 décembre : opération Buster-Jangle, une série d’essais d’armes atomiques tactiques dans le désert du Nevada[17]. Des soldats présents lors des explosions sont exposés aux radiations malgré leurs équipements spéciaux.

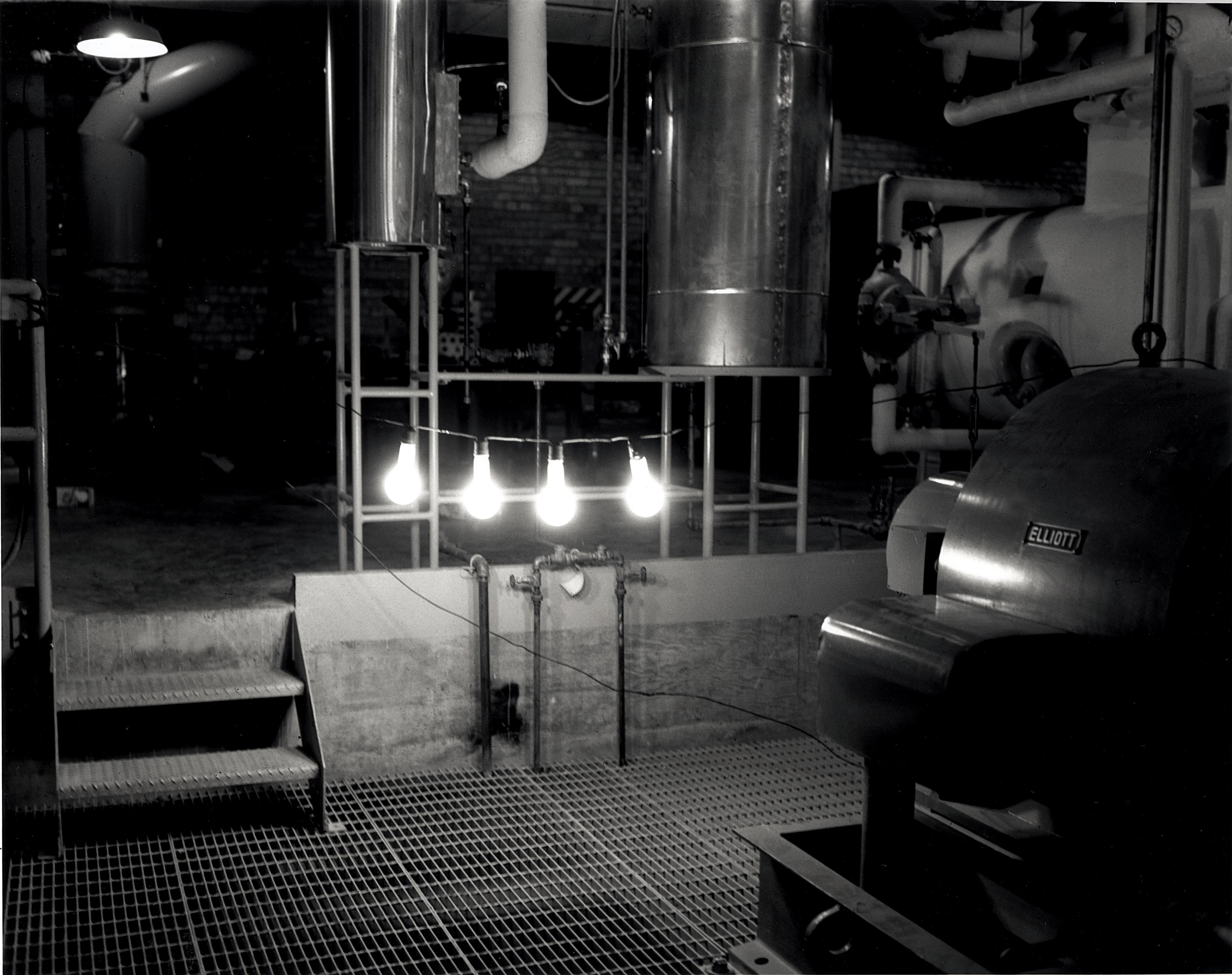
20 décembre : l'EBR produit de l'énergie électrique.

- 20 décembre : des essais effectués à Arco, dans le désert d’Idaho, permettent pour la première fois de produire de l’électricité d’origine nucléaire à partir d’un réacteur à neutrons rapides, l'Experimental Breeder Reactor I[18]. La première centrale nucléaire à fission, la National Reactor Station, entre en fonction dans l'Idaho aux États-Unis.

### Sciences de la vie
- 28 janvier : 18 couples nicheurs survivants de pétrel des Bermudes sont découverts sur des îlots rocheux à Castle Harbour (en) par l’ornithologue américain Robert Cushman Murphy et le naturaliste bermudien Louis L. Mowbray (en)[19].
- Avril : Linus Pauling, Robert Corey et Herman Branson publient la structure secondaire des protéines en hélice alpha[20],[21].
- 28 mai : le biochimiste américain Oliver H. Lowry soumet sa procédure de dosage des protéines pour publication[22].
- Mai : Linus Pauling et Robert Corey  publient la structure secondaire des protéines en feuillet beta[23].
- 7-15 juin : Barbara McClintock présente son travail sur la mutabilité des gènes du maïs ( transposons) au symposium annuel à Cold Spring Harbor[24].
- 31 août : deux chercheurs de l'université d'Indiana (Bloomington), Joseph C. Muhler et Harry G. Day publient leurs recherches sur le fluorure stanneux et ses effets dans la prévention des caries[25].
- 15 octobre : synthèse de la noréthistérone, le composé actif principal de la pilule contraceptive, par le chimiste mexicain Luis Miramontes, Carl Djerassi et George Rosenkranz, pour Syntex à Mexico[26].
- 24 novembre : départ de Toulon de la première expédition océanographique de l’équipe du commandant Cousteau à bord de la Calypso pour la mer Rouge[27].

### Technologie
- 8 mai : DuPont de Nemours lance le Dacron, une des premières fibres de polyester[28].
- 26 juin : la CBS présente le premier programme commercial de télévision en couleurs[29]

- 4 juillet : lors d'une conférence de presse, William Shockley et son équipe des laboratoires Bell annoncent l'invention du transistor bipolaire qui inaugure l'ère des semi-conducteurs[30].

- 18 août : innauguration au Bengale-Occidental de l'Institut indien de technologie de Kharagpur, le premier IIT (Indian Institute of Technology)[31].

- 25 octobre : le chanteur américain Bing Crosby présente la premère démonstration du premier enregistrement vidéo à Los Angeles[32].

- L'ingénieur polonais Stefan Kudelski met au point en Suisse le Nagra I, le premier magnétophone de reportage à bande magnétique 1/4 de pouce de très petite dimension (30 × 18 × 10 cm)[33].

## Publications
- Hans Reichenbach : The rise of scientific philosophy (« L'avènement de la philosophie scientifique »), University of California Press.
- Nikolaas Tinbergen : The Study of Instinct (« L'Étude de l'instinct »).
- Maurice Wilkes, David Wheeler, et Stanley Gill (en) : The Preparation of Programs for an Electronic Digital Computer (en), premier manuel de programmation informatique.

## Prix
- 10 décembre : Prix Nobel

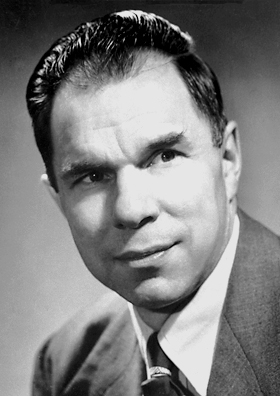
Glenn T. Seaborg

  - Physique : Sir John Douglas Cockcroft, Ernest Thomas Sinton Walton pour leurs travaux sur les transmutations nucléaires obtenues dans des accélérateurs de particules.
  - Chimie : Edwin Mattison McMillan, Glenn Theodore Seaborg (américains) pour leur découverte du plutonium en 1941.
  - Physiologie ou médecine : Max Theiler (Sud-Africain) pour la mise au point d’un vaccin contre la fièvre jaune.

- Prix Lasker
  - Prix Albert-Lasker pour la recherche médicale fondamentale : Karl Friedrich Meyer (en)
  - Prix Albert-Lasker pour la recherche médicale clinique : Élise L'Esperance, Catharine Macfarlane, William Gordon Lennox, Frederic Gibbs

- Médailles de la Royal Society
  - Médaille Copley : David Keilin
  - Médaille Davy : Eric Rideal (en)
  - Médaille Hughes : Hendrik Kramers
  - Médaille royale : Howard Florey, Ian Heilbron

- Médailles de la Geological Society of London
  - Médaille Lyell : William Dixon West
  - Médaille Murchison : William Bernard Robinson King
  - Médaille Wollaston : Olaf Holtedahl

- Prix Jules-Janssen (astronomie) : Gerard Peter Kuiper
- Médaille Bruce (Astronomie) : Marcel Minnaert
- Médaille Linnéenne : Ole Theodor Jensen Mortensen
- Prix Plumey : Robert Gibrat

## Naissances

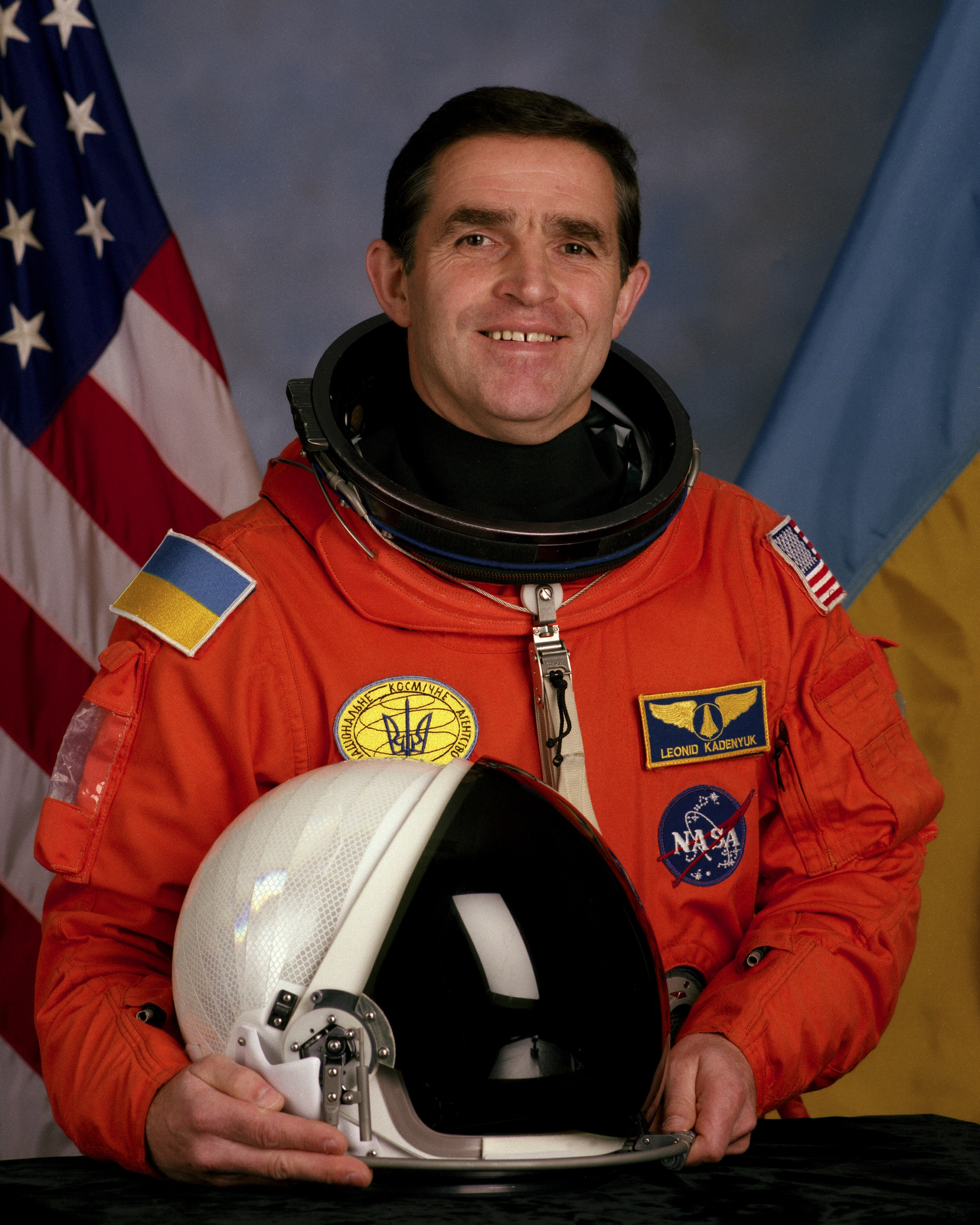
Leonid Kadenyuk

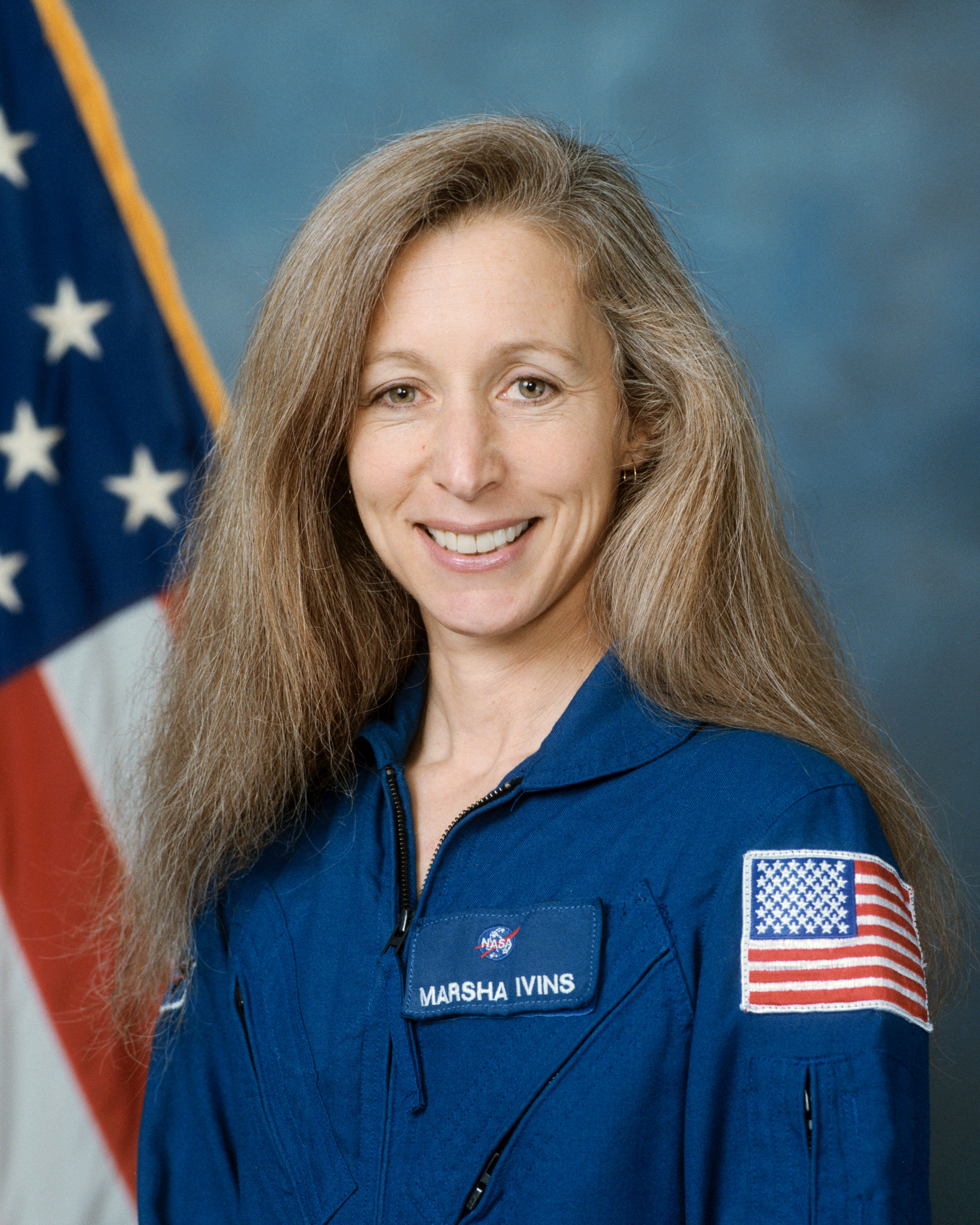
Marsha S. Ivins

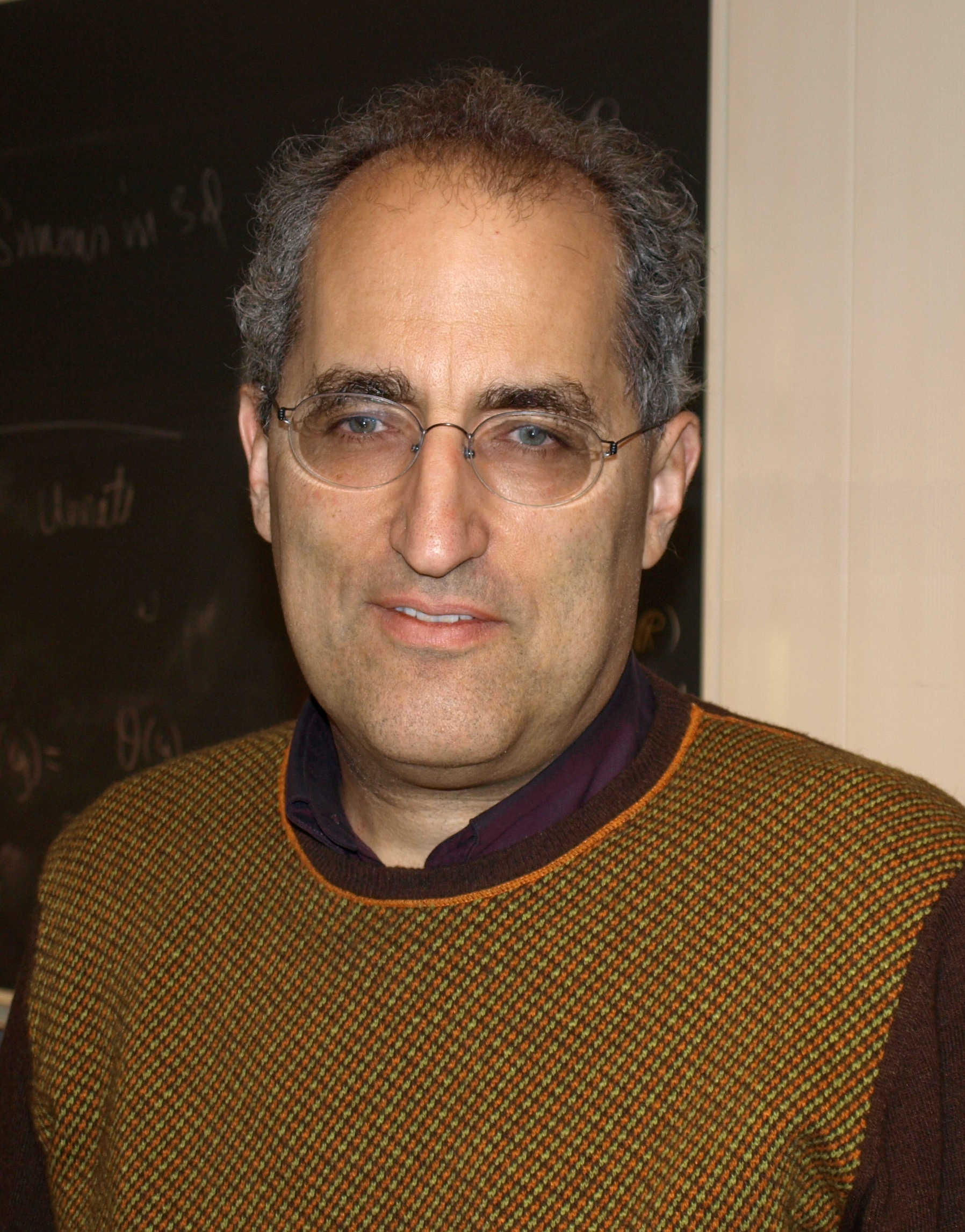
Edward Witten

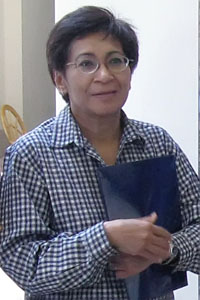
Mazlan Othman

- 7 janvier : Talgat Musabayev (mort en 2025), cosmonaute kazakh.
- 13 janvier : Avishai Dekel, astrophysicien et cosmologiste israélien.
- 28 janvier : Leonid Kadenyuk, spationaute ukrainien.

- 5 février : Monty Jones, agronome sierra-léonais.
- 12 février : Klaus Karttunen, professeur d'ethnologie finlandais.

- 17 mars : Kevin Padian, paléontologue américain.
- 17 mars : Bill Atkinson, concepteur de logiciels.
- 22 mars :
  - Moussa Manarov, cosmonaute soviétique.
  - Richard J. Terrile, astronome américain.
- 26 mars : Carl Wieman, physicien américain, prix Nobel de physique en 2001.

- 3 avril : Andries Brouwer, mathématicien et informaticien néerlandais.
- 15 avril :
  - Marsha S. Ivins, astronaute américaine.
  - Noor Muhammad (mort en 2004), mathématicien pakistanais.
  - John L. Phillips, astronaute américain.
- 19 avril : Eduardo Viveiros de Castro, universitaire et anthropologue brésilien.
- 21 avril : Aleksandr Laveïkine, cosmonaute soviétique.
- 30 avril : Philippe Vincke, mathématicien belge.

- 7 mai : Anand Pillay (mort né en 1972 2006), logicien britannique.
- 15 mai : Frank Wilczek, physicien américain, prix Nobel de physique en 2004.
- 20 mai : Thomas Akers, astronaute américain.
- 25 mai : Nigel de Grey (né en 1886), cryptologue britannique.
- 26 mai :
  - Muhammed Faris, cosmonaute syrien.
  - Sally Ride, astrophysicienne et astronaute américaine.
- 3 juin : Jean-Pierre Luminet, astrophysicien, conférencier, écrivain et poète français.
- 8 juin : Peter Boyle, épidémiologiste et statisticien britannique.
- 25 juin : Zoltán Ésik (mort en 2016), mathématicien, informaticien théoricien et logicien hongrois.
- 27 juin : Sidney M. Gutierrez, astronaute américain.
- 28 juin : Walter Alva, anthropologue péruvien.

- 7 juillet : Patrice Brun, archéologue et professeur français.
- 16 juillet : Dan Bricklin, informaticien américain.
- 22 juillet : George Casella (mort en 2012), statisticien américain.
- 25 juillet : Ken Sakamura, informaticien japonais.
- 26 juillet : William S. McArthur, Jr., astronaute américain.

- 3 août : Hans Schlegel, spationaute allemand.
- 12 août : Charles E. Brady, Jr. (mort en 2006), astronaute américain.

- 4 septembre : Robert Kennicutt, astrophysicien américain.
- 18 septembre : Anthony John Clark (en) (mort en 2004), biologiste britannique.
- 30 septembre : Barry Marshall, physicien australien, prix Nobel de physiologie ou médecine en 2005.

- 2 octobre : Harold Vincent Poor, ingénieur en électricité et professeur en ingénierie américain.
- 3 octobre : Kathryn D. Sullivan, astronaute américaine.
- 19 octobre : Demetrios Christodoulou, mathématicien et physicien grec-américain.
- 27 octobre : Carlos Frenk, cosmologiste mexico-britannique.

- 6 novembre : Simon Conway Morris, paléontologue britannique.
- 18 novembre : Mark N. Brown, astronaute américain.
- 20 novembre : Dianne O'Leary, mathématicienne et informaticienne américaine.
- 28 novembre : Barbara Morgan, astronaute américaine.

- 1er décembre : Aleksandr Panayotov Aleksandrov, spationaute bulgare.
- 9 décembre :
  - Christian Amatore, chimiste français.
  - Daniel Parrochia, philosophe et épistémologue français.
- 11 décembre : Mazlan Othman, astrophysicienne malaisienne.
- 12 décembre : Steven A. Hawley, astronaute américain.
- 18 décembre : Andy Thomas, astronaute australo-américain.
- 19 décembre : Fred W. Leslie, astronaute américain.
- 20 décembre : Claude Bourguignon, ingénieur agronome français.
- 30 décembre : Norman I. Platnick (mort en 2020), arachnologiste américain.

- Jim Allchin, informaticien américain.
- Shamsul Amri Baharuddin, anthropologue malaisien.
- Mark Wayne Chase, botaniste britannique.
- Steve Deering, ingénieur canadien.
- Oded Golan, ingénieur et collectionneur d'antiquités israélien.
- Kiyotaka Kanai, astronome japonais.
- Jigmé Ngapo, anthropologue tibétain.
- Adelaida Semesi (morte en 2001), biologiste, botaniste et écologiste tanzanienne.
- Pierre Trudel, anthropologue québécois.
- Roy A. Tucker, astronome américain.
- Wietse Venema, informaticien néerlandais.

## Décès

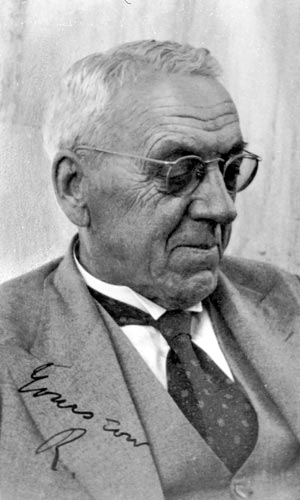
Robert Broom

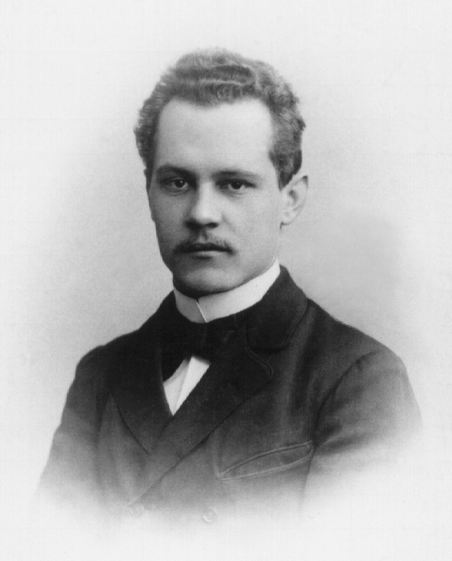
Arnold Sommerfeld

- 2 janvier : Robert Barlow (né en 1918), écrivain, anthropologue et historien américain.
- 7 janvier : René Guénon (né en 1886), métaphysicien français.
- 20 janvier : Anastasio Alfaro (né en 1865), explorateur, géologue et zoologiste costaricien.
- 6 avril : Robert Broom (né en 1866), médecin et paléontologue sud-africain.
- 8 avril : Ferdinand Quénisset (né en 1872), astronome français.
- 16 avril : Aimé Cotton (né en 1869), physicien français.
- 17 avril : Ernst Moro (né en 1874), médecin et pédiatre autrichien.
- 18 avril : Daisy Bates (née en 1859), journaliste et anthropologue australienne d'origine irlandaise.
- 22 avril : Horace Donisthorpe (né en 1870), entomologiste britannique.
- 26 avril : Arnold Sommerfeld (né en 1868), physicien allemand.

- 21 juin : Charles Dillon Perrine (né en 1867), astronome américano-argentin.
- 25 juin : William Dittmar (né en 1859), chimiste allemand.
- 26 juin : George Udny Yule (né en 1871), statisticien écossais.

- 15 juillet : Armand Viré (né en 1869), spéléologue français.

- 8 août : Charles Hitchcock Adams (né en 1868), astronome amateur américain.
- 28 août : Georg Steindorff (né en 1861), égyptologue allemand.
- 21 septembre : Richard Schorr (né en 1867), astronome allemand.

- 29 octobre : Robert Grant Aitken (né en 1864), astronome américain.

- 1er novembre : Alexandre Varille (né en 1909), égyptologue français.

- 1er décembre : Te Rangi Hiroa (né en 1877), homme politique et anthropologue néo-zélandais.
- 14 décembre : Carl Lampland (né en 1873), astronome américain.